# Uktomkhan Abdullaeva
Uktomkhan Abdullaeva (née en 1949) est une femme politique kirghize, vice-première ministre en 2009 et de nouveau en 2010.